# Fjällvedel
Fjällvedel, Astragalus alpinus, är en art i familjen ärtväxter. Den har en cirkumboreal utbredning.
Den är en flerårig cirka 20 centimeter hög ört med lila blommor samlade i en klase. Fjällvedel växer gärna i små tuvor. 

## Varieteter
- Ljus fjällvedel, var. alpinus - har ljust violetta till nästan vita blommor med mörkare köl. Foderflikarna är lika långa som foderröret.
- Mörk fjällvedel, var. arcticus - har enfärgat, mörkt violetta blommor och foderflikar som är kortare än foderröret. Cirkumpolär.

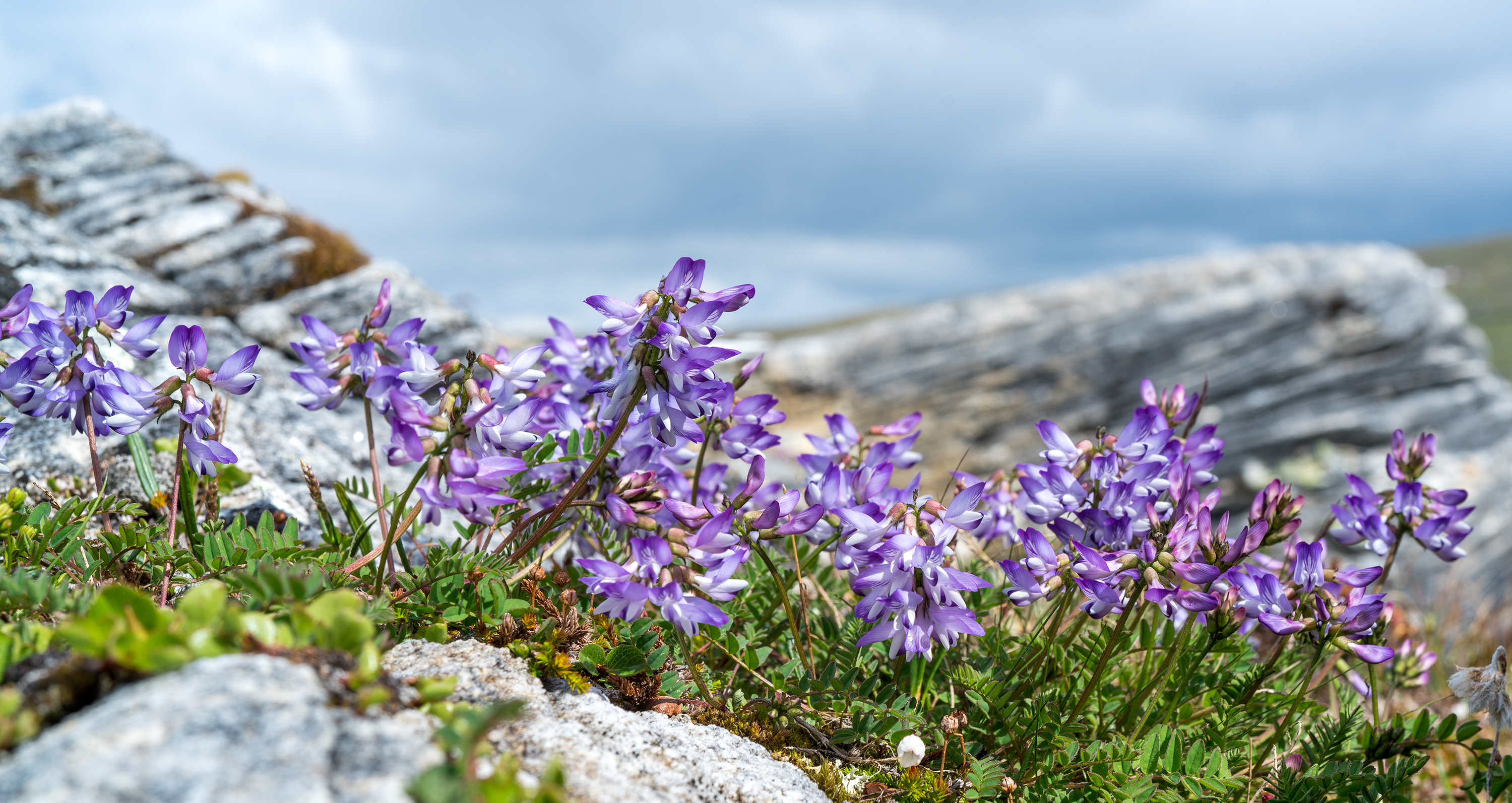
Fjällvedel i Jokkmokks fjällmarker.
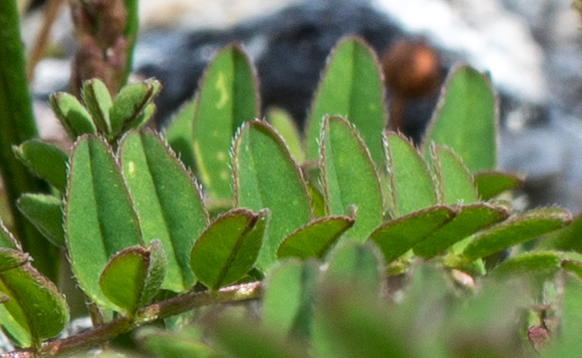
Fjällvedelns blad är små och trubbiga.
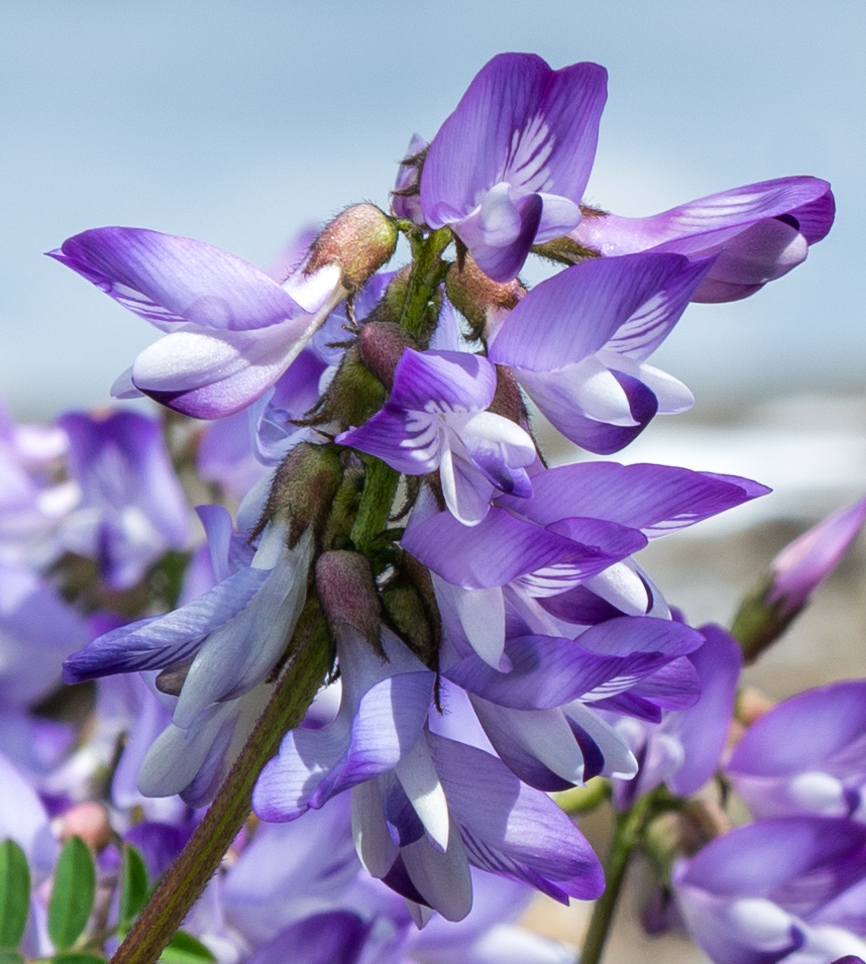
Blomklase av fjällvedel.

## Synonymer
subsp. alpinus
Astragalina alpestris Bubani
Atelophragma alpinum (L.) Rydb.
Astragalus alpinus f. albovestitus Lepage
Astragalus alpinus f.  lepageanus J. Rousseau ex Lepage
Astragalus alpinus f parvulus (J.Rousseau) J. Rousseau
Astragalus alpinus var. brunetianus Fernald
Astragalus alpinus var. glacialis Trautv.
Astragalus alpinus var. labradoricus (DC.)Fernald
Astragalus alpinus var. parvulus J. Rousseau
Astragalus andinus M.E.Jones
Astragalus astragalinus (DC.) E.Sheld.
Astragalus astragalinus (Hook.) Á.& D. Löve, nom. superfl.
Astragalus brunetianus (Fernald) J.Rousseau
Astragalus labradoricus DC.
Astragalus phacinus E.H.Krause
Astragalus salicetorum Kom.
Astragalus secundus Michx.
Atelophragma alpina (L.) Rydb.
Atelophragma labradoricum (DC.)Rydb.
Colutea astragalina (DC.)Poir.
Phaca alpina (L.) Piper
Phaca andina Nutt. ex Torr. & A.Gray, nom. inval.
Phaca astragalina DC.
Phaca minima All.
Tium alpinum (L.) Rydb.
Tragacantha alpinus (L.) Kuntze
subsp. alaskanus Hultén
Astragalus alpinus subsp. arcticus (Bunge) Lindm.
Astragalus alpinus subsp. arcticus (Bunge) Hultén
Astragalus alpinus var. alaskanus (Hultén) Lepage
Astragalus arcticus Bunge nom. illeg. (ej. Willd.)
Astragalus lapponicus (DC.)Krylov
Astragalus subpolaris Boriss. & Schischk.
Phaca arctica (Bunge) Gand.
Phaca lapponica DC.